# José Rafael Mosquera
José Rafael de Mosquera Figueroa y Hurtado Arboleda (Popayán, 1793 - ibidem 5 de octubre de 1843) fue un abogado, político y académico neogranadino.
Se unió a la causa republicana de la Nueva Granada hoy Colombia luchando junto a Antonio Nariño.

## Biografía
José Rafael Mosquera y Mariano Mosquera Figueroa contribuyeron a la lucha insurgente contra los españoles, dieron más de cien trabajadores y esclavos para luchar en las diferentes batallas durante la Independencia de Colombia.Posteriormente pelearía en la Batalla de Palacé.
Estuvo viajando fuera de la Nueva Granada entre 1814 a 1818, luego es docente en Popayán y para 1828 estaba sirviendo como diputado de la Convención de Ocaña, posteriormente, ministro del interior y de relaciones exteriores del general Francisco de Paula Santander. Entre 1838 a 1942 fue representante al congreso y senador hasta octubre de 1843.
En abril de 1824 Mosquera presenta un proyecto de ley a la cámara de representantes que consistía en la manumisión de esclavos en el proceso de Independencia de Colombia e indemnización a los amos.También presenta un proyecto de medidas tocantes a los movimientos sediciosos de los esclavos en 1843.